# Gary Teale
Gary Teale (Glasgow, 21 luglio 1978) è un allenatore di calcio ed ex calciatore scozzese, centrocampista dello Sheffield Wednesday.

## Palmarès

### Club

#### Competizioni nazionali
- Second Division: 1

Wigan: 2002-2003
- Coppa di Lega scozzese: 1

St. Mirren: 2012-2013